# خوليو رودريغيز (لاعب كرة قدم)
خوليو رودريغيز (بالإسبانية: Julio Rodríguez)‏ هو لاعب كرة قدم أوروغواياني في مركز الوسط، ولد في 20 سبتمبر 1968 في مونتيفيديو في الأوروغواي. شارك مع منتخب الأوروغواي لكرة القدم. أما مع النوادي، فقد لعب مع بنيارول ونادي دانوبيو ونادي راسينغ مونتيفيديو ونادي لاردة ونادي ليفربول ونومانسيا.